# Pierre Roussillou
Pierre Augustin Roussillou est un homme politique français né le 25 février 1746 à Ax-les-Thermes (Ariège) et décédé en 1817 à Toulouse (Haute-Garonne).

## Biographie
Négociant à Toulouse, il est député du tiers état aux États généraux de 1789. Il prête le serment du jeu de Paume et fait partie du comité de l'Agriculture et du commerce. Il s'occupe particulièrement des colonies.